# Državna cesta D418
D418 je državna cesta u Hrvatskoj. Ukupna duljina iznosi 2,5 km.